# Engden
Engden är en kommun och ort i Landkreis Grafschaft Bentheim i förbundslandet Niedersachsen i Tyskland.
Kommunen ingår i kommunalförbundet Samtgemeinde Schüttorf tillsammans med ytterligare fem kommuner.